# 견수사
견수사(遣隋使, けんずいし)는 일본 스이코 오키미 시대 왜국(倭国)이 기술이나 제도를 배우기 위해 중국의 수에 파견한 조공 사절을 말한다. 스이코 8년(600년) - 26년(618년) 이렇게 18년 동안에 3회에서 5회에 걸쳐 파견되었다. 덧붙여 일본이라는 명칭이 사용된 것은 견당사부터이다.
오사카의 스미요시 다이샤(住吉大社) 근처의 스미요시쓰(住吉津)에서 출발해 스미요시의 호소에(細江, 현· 호소이 강細江川)에서 오사카만으로 나와, 나니와쓰(難波津)를 거쳐 세토 내해를 거쳐 치쿠시(筑紫, 규슈) 나노오쓰(那大津)까지 향해, 거기에서 겐카이나다(대한해협)로 나가는 항해를 사용하였다.
왜5왕에 의한 남조로의 봉헌 이래 약 1세기를 거쳐 재개된 견수사의 목적은 동아시아의 중심국 · 선진국인 수의 문화를 섭취하는 것이 주된 목적이었으나, 일본 학계에서는 한반도 삼국의 하나인 신라와의 관계에 있어 왜국이 조금 더 유리한 입장을 점하기 위해서였다는 해석도 나오고 있다.
다만, 왜5왕 시대와 달리 책봉을 받지는 않는(따라서 신하가 아님) 것을 외교 원칙으로 하였으며, 이것은 이후 견당사의 파견에서도 계승되었다.

## 제1회(600년)
이렇게 파견된 제1회 개황 20년(600년)은 『일본서기』에 기재는 없지만, 동아시아 국가들 가운데서는 가장 늦은 사신 파견이었다. 수서 동이전 왜국전은 수 문제의 물음에 사신이 대답한 내용이 있다.
「開皇二十年 俀王姓阿毎 字多利思北孤 號阿輩雞彌 遣使詣闕 上令所司訪其風俗 使者言俀王以天爲兄 以日爲弟 天未明時出聽政 跏趺坐 日出便停理務 云委我弟 高祖曰 此太無義理 於是訓令改之」
개황 20년, 속왕, 성은 아마(阿毎), 자는 다리사북고(多利思北孤), 아배계미(阿輩雞弥, 오키미)라 부르며, 사자를 보내어 대궐로 왔다. 상(황제)이 소사를 시켜 그 풍속을 물었다. 사자가 말하기를 왜왕은 하늘을 형으로 하고 태양을 동생으로 한다. 날이 밝기 전에 나아가 정사(마쓰리고토)를 듣고자 가부좌를 틀고 앉는다. 해가 떠오르면 곧 다스리는 일을 정지하고 나의 동생에게 맡긴다고 한다 하였다. 고조가 말하기를 이는 크게 의리가 없는 것이라 하였다. 이로 해서 훈시하고 이를 고치도록 하였다.
왜왕(俀王, 통설에서는 俀는 왜의 잘못으로 보았다)의 성의 아매는 일본어로 '하늘'이라는 뜻의 '아메'(アメ), 다리사북고(통설에서는 북北은 비比의 잘못으로, 다리사비고多利思比孤로 하였다)는 다라시히코, 즉 '아메노 다라시히코'로, '하늘에서 내리신 분'(하늘에 출자를 둔 존귀한 사내)의 뜻이 된다. 아배기미는 '오오키미'로 대왕으로 여겨진다. 『신당서』는 오키미 요메이(재위 585년-587년)가 다리사비고라고 하고 있지만 연대가 맞지 않는다. 개황 20년은 오키미 스이코 8년에 해당한다. 이 아배기미(오키미)가 누구를 가리키는가에 대해서는 오키미 스이코, 우마야도 왕자, 소가노 우마코 등 일본 학계에서도 의견이 나뉘어 있다.
이때 파견된 사자에게 고조는 소사(담당 관리)를 시켜 풍속을 물었다. 사자는 왜왕이 '성은 아매, 자는 다리사북호'이고 호를 '아배계미'로, '하늘을 형으로 하고, 태양을 동생으로 한다. 날 밝기 전에 나와 가부좌를 틀고 정사를 듣다가 해가 나오면 멈추고 동생(해)에게 맡긴다”고 말했다. 이를 수 문제는 왜국의 정치의 본연의 자세가 도리에 어긋나는 것이니 납득할 수 없다며 고치도록 훈령했다고 하는 것이다.
일본 학계에서는 이것이 국욕적인 사건이었기 때문에 일본서기에서 사신 파견 기록이 빠진 것으로 보고 있다. 하지만, 그 후 스이코 11년(603년) 관위 12계나, 604년 17조 헌법의 제정 등 중국풍의 정치 개혁이 행해져, 603년 오하리다노미야(小墾田宮)도 외교 사절의 환대를 의식해 새로 지어졌으며, 이듬해 다시금 견수사 파견이 이루어졌다.

## 제2회(607년)
제2회 견수사는, 《일본서기》에도 기재되어 있으며, 스이코 15년(607년)에 오노노 이모코가 대당국(실제로는 수)에 국서를 가지고 파견되었다고 기록되어 있다.
일본의 왕으로부터 수 양제에게 보낸 국서가, 《수서》「동이전」 왜국전에 「해 뜨는 땅의 천자가 해 지는 땅의 천자에게 글을 보내니 별고 없으신가」(日出處天子致書日沒處天子無恙云云)이라고 쓰여져 있었다. 이것을 본 수 양제는 화가 나서 외교 담당관인 홍려경(贚臚卿)에게 「만이의 글에 무례한 것이 있으니 거듭 알리지 말라」고 명령했다고 한다 .
또한, 양제가 불쾌해 한 것은, 천자는 중화 사상에서는 한 명뿐이어야 했고, 수의 입장에서는 일개 변방 국가의 수장이 「천자」를 자칭했다는 것에 대해서 불쾌해한 것이지 「해 뜨는 땅」, 「해 지는 땅」 등의 기술에 대해서는 불쾌해하지 않았다고 한다. 「해 뜨는 땅」이나 「해 지는 땅」이란 「마하반야바라밀다심경」의 주석서인 「대지도론」에 「日出処是東方 日没処是西方」이라고 되어 있는 등, 단순히 동서의 방향을 나타내는 불교 용어이다. 서두에, 「바다 서쪽의 보살천자께서 불교를 흥륭시키고 있다 하시므로 배우게 해 주었으면 한다」라는 내용으로 국서를 보내고 있어, 불교를 숭배하여 보살계를 받은 문제에 대한 (불교 중시에 있어서) 대등한 취급을 목표로 하는 표현이었지 양위된 양제를 상대로 하는 것이 아니었다.
오노노 이모코(중국명 : 소인고)는 그 후 반서를 갖고 돌아왔는데, 양제가 칙사로써 파견한 배세청(裴世清)과 함께 귀국한 이모코는 양제의 답서를 백제에서 도난당해 잃어버렸다고 밝혔는데 이에 대해서는 양제로부터의 답서가 왜국을 신하 취급하는 것이었기 때문에 이것을 보였다가는 분노를 살 것을 두려워한 이모코가 답서를 파기해 버린 것이 아닐까 추측하는 견해도 있다.

또한 양제가 칙사로 보낸 배세청은 수의 문림랑 관직을 가지고 있었다. 배세청이 가져왔다고 하는 글이 『일본서기』에 있다.
“황제가, 왜황에게 묻는다. 짐은 천명을 받아 천하를 통치하며, 나 자신의 덕을 넓혀 만물에 미치게끔 하고자 한다. 사람들을 어여삐 여겨 기르고자 하는 마음에 멀고 가까움의 차별은 없도다. 왜황은 바다 가까이에 있어 잘 인민을 다스렸고, 국내는 안락하고, 풍속은 온화하다는 것을 알았다. 마음 다하기를 지성으로 하였으니 먼 곳에서 본조에 조헌해 온 마음을 짐은 가상히 여기노라."
「皇帝問倭皇 使人長吏大禮 蘇因高等至具懷 朕欽承寶命 臨養區宇 思弘德化 覃被含靈 愛育之情 無隔遐邇 知皇介居海表 撫寧民庶 境內安樂 風俗融合 深氣至誠 遠脩朝貢 丹款之美 朕有嘉焉 稍暄 比如常也 故遣鴻臚寺掌客裴世清等 旨宣往意 并送物如別」(일본서기)
이것은 황제가 번이의 수장에게 내리는 형식의 국서였다. 그러나, 왠지 왜황으로 되고 있어, 「왜황」을 훗날 《일본서기》 편찬에서의 개찬으로 하는 견해가 있다. 《일본서기》에 따르면 이에 대한 답서는 「동쪽의 천황이 삼가 서쪽의 황제에게 고한다」(「東天皇敬白西皇帝」 《일본서기》)라고 있어, 전회와는 달리 신분 높은 귀인에게 내밀기 어려운 형식이 되어 있어 외교 자세를 바꾼 것이 된다  . 「동천황」은 후의 편찬시에 개정된 것으로 원래는 「대왕」이나 「천왕」이었다는 설, 이를 그대로 천황이라는 칭호의 시작으로 보는 두 가지 설이 있다  .
덧붙여서 배세청이 지참한 답서가 「국서」이고, 오노노 이모코가 가지고 온 답서는 「훈령서」가 아닐까 여겨지고 있다. 오노노 이모코가 '황제의 답서를 빼앗긴다'는 엄청난 대실책을 범했음에도 불구하고, 잠깐 유형에 처해졌다가 얼마 안 가서 은사를 받아 대덕( 관위 12층 최상위)으로 승진해 다시 견수사로 임명된 일, 또 답서를 가로챘다고 지목된 백제에 대해 왜국이 별다른 행동을 일으킨 흔적이 없었다는 점을 감안할 때, 우마야도 왕자, 스이코 오키미 등 왜국 중추와 합의하고 “어디에서 가로채여 잃어버린 것으로 하자”고 덮어버린 것으로 추정된다.
일본 학계에서는 자세에 변화는 있지만, 책봉은 받지 않는다는 왜국측의 자세가 수 왕조에 관철되어, 수 왕조가 고구려와의 긴장 관계 속에서 책봉을 둘러싼 한반도 삼국에 대해 보였던 엄격한 태도와 달리, 고구려의 배후에 위치한 왜국을 중시해 왜국이 요구한 책봉 없는 조공을 수인했다고 보고 있다.

## 제3회(608년) 이후
배세청을 보내 오노노 이모코가 다시 파견됐다. 이때는 많은 유학생을 대동하고 갔는데, 다카무코노 겐리(高向玄理), 미나부치노 쇼안(南淵請安), 승민(僧旻), 야마토노아야 후쿠인(倭漢福因), 에긴(恵隠) 등이었다. 이들은 수 왕조의 멸망과 당 왕조의 개창을 체험하고 귀국하였으며, 7세기 후반의 왜국의 개혁에 공헌한다. 614년 마지막 견수사가 파견된다.
612년부터 614년에 걸쳐 수 왕조는 고구려를 침공했으나, 제1차 원정에서 대패했고, 전비 부담으로 그 다음 두 차례에 걸친 원정의 도중에 수의 국내에서 반란이 일어났다. 그리고 618년에 양제가 강도에서 살해되고, 장안에서 당왕 이연에 의해 새로 옹립된 공제가 이연에게 선양함으로써 당 왕조가 성립했다.

## 연표
- 600년(스이코 8년) 제1회 견수사 파견. 요즘 아직 왜국은 외교 의례에 서툴러서 국서도 없이 사절을 보냈다. (『수서』 俀國伝)
- 607년(스이코 15년) - 608년(스이코 16년) 제2회 견수사, 오노노 이모코 등을 보냈다. 「해 뜨는 곳의 천자」 운운하는 국서를 지참했다. 오노노 이모코, 배세청 등과 함께 함께 스미요시쓰에 도착, 귀국한다. (《일본서기》, 《수서》 俀國伝)
- 608년 (스이코 16년) - ? (『수서』 양제기)
- 608년 (스이코 16년) - 609년(스이코 17년) 제3회 견수사, 오노노 이모코 · 기시 다케나리(吉士雄成) 등이 수에 보내진다. 이때, 학생으로서 야마토노아야노아타이 후쿠인(倭漢直福因)· 나라노오사 에묘(奈羅訳語恵明) 다카무코노아야히토 겐리(高向漢人玄理) · 이마키노아야히토 다이코쿠(新漢人大圀) · 학문승으로 승려 민 · 미나부치노쇼안 · 시가노아야히토 에온(志賀漢人慧隠) 등 8명, 수에 유학한다. 수의 사신 배세청이 귀국한다. (《일본서기》, 《수서》 俀國伝)
- 610년 (스이코 18년) - ? 제4회 견수사를 파견한다. (『수서』 양제기)
- 614년(스이코 22년) - 615년(스이코 23년) 제5회 견수사, 이누카미노 미타스키(犬上御田鍬) · 야다베노 미야쓰코(矢田部造) 등을 수에 보냈다. 백제의 사신이 이누카미를 따라 왜국에 왔다(《일본서기》).
- 618년(스이코 26년) 수 왕조의 멸망.

## 사신 파견에 대하여 《일본서기》와 《수서》의 주요 차이점
- 제1회 견수사는 《일본서기》에 기재가 없고 《수서》에 있을 뿐.
- 본 항목에서는 중국사에 맞추어 견수사로 소개하고 있지만, 《일본서기》는 '수국'이 아니라 '대당국'에 사신을 파견했다고 한다.
- 《일본서기》에서는 배세청(裴世清)으로 되어 있지만 《수서》는 편찬 시기가 당 태종의 시기였기에, 태종의 휘 · 세민을 피해서 배청(裵清)으로 표기되고 있다.
- 오노노 이모코의 답서 분실 사건은 《일본서기》에는 있지만 《수서》에는 없다(《수서》에는 오노노 이모코라는 이름 기재 자체가 없다).
- 《수서》는 죽사국(竹斯國)과 진왕국(秦王國)의 나라명이 나오지만 야마토에 해당하는 나라 이름은 적혀 있지 않다. 그러나 '도상사퇴퇴'(都於邪靡堆)라는 구절로 보아 수도는 '사방퇴'(邪靡堆)에 있었다고 추찰된다.

## 참고 문헌
- 가와모토 요시아키 「수서 왜국전과 일본 서기 추고기의 기술을 둘러싸고」(『사연』141호, 2004년)
- 이시모다 쇼(石井正敏)、무라이 쇼스케(村井章介)、아라노 야스노리(荒野泰典)（編集）, 편집. (2011년 5월). 《律令国家と東アジア》. 日本の対外関係 2. 요시카와 홍문관(吉川弘文館). ISBN 978-4-642-01702-2. 다음 글자 무시됨: ‘和書’ (도움말)

## 같이 보기
- 책봉
- 왜5왕 - 왜의 5왕이 중국에 조공하여 책봉을 받았다
- 견당사
- 견명사
- 쇼토쿠 태자